# ノシ・ベ

ノシ・ベ島略図

ノシ・ベ（Nosy Be、ヌシ・ベ、ノシベとも）は、マダガスカル北部に浮かぶ島、都市。面積312km2、人口36,636人（2001年）。 アンツィラナナ州、ディアナ地域圏に属する。マダガスカル最大のリゾート地であり、フランスを始めとするヨーロッパ諸国から多くの観光客が訪れる。

## 歴史

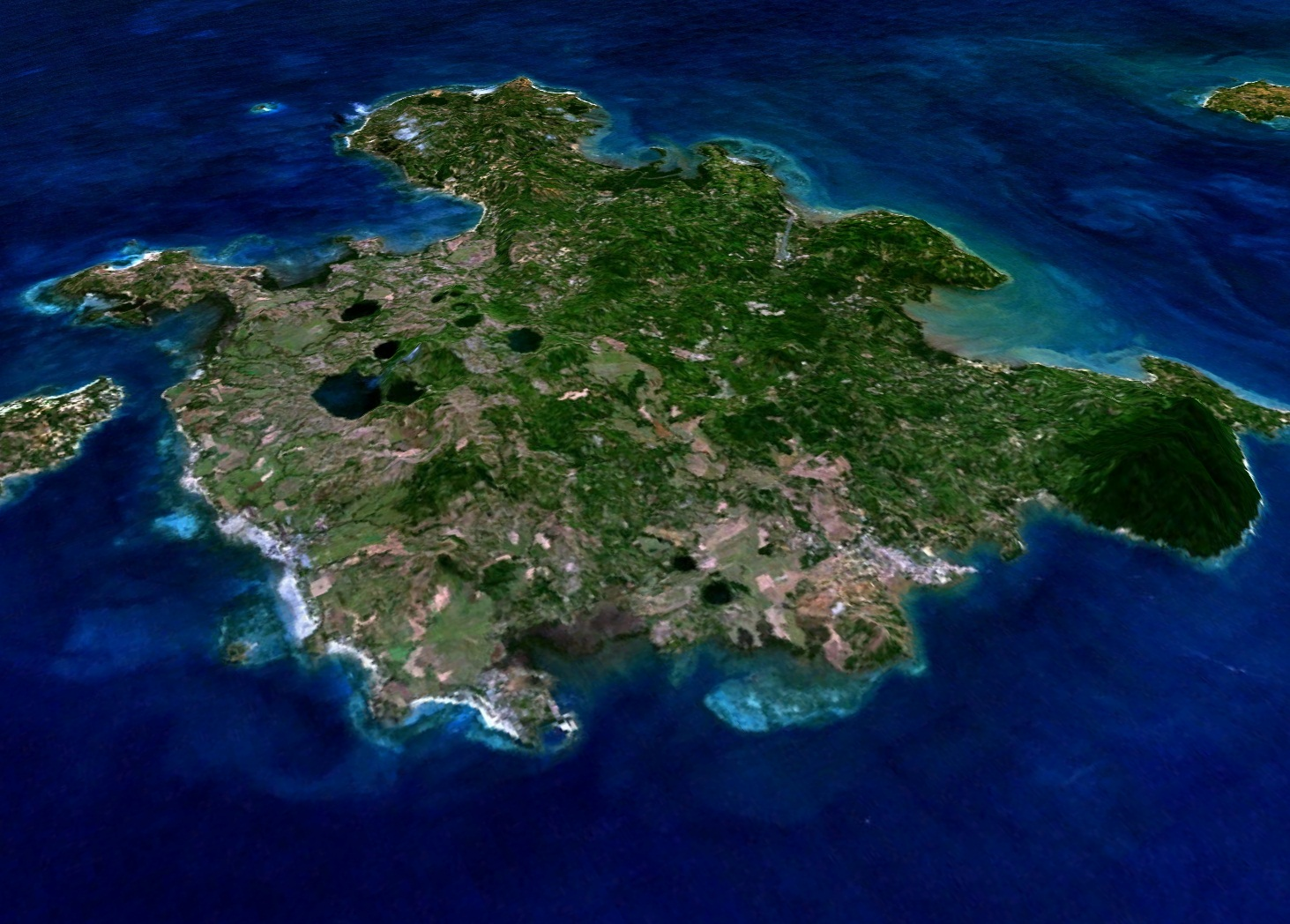
空から見たノシ・ベ

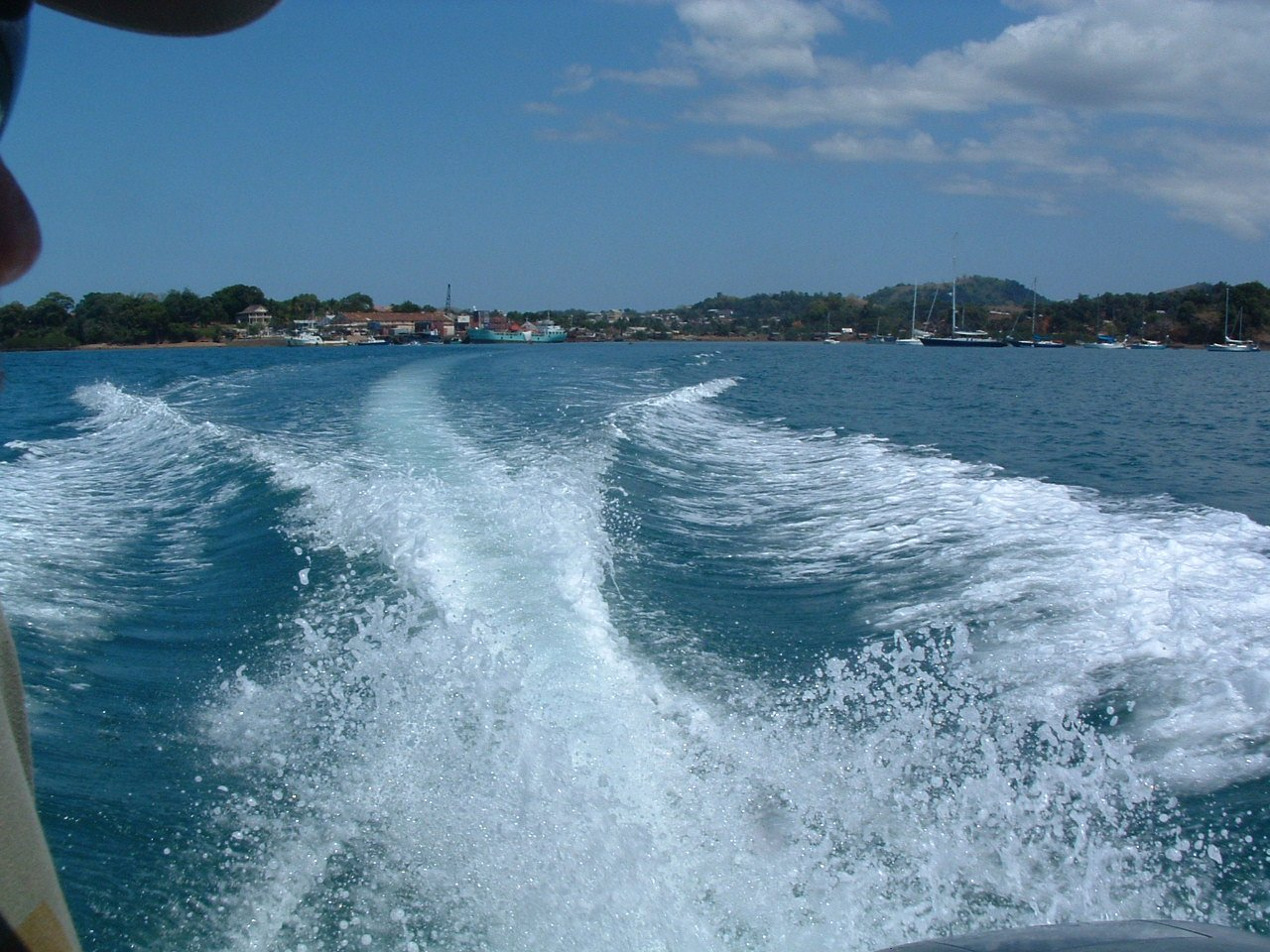
海から見たノシ・ベ

ノシ・ベとは、マダガスカル語で「大きな島」（大島）という意味である。17世紀の初期植民地時代には、アッサダ、またはノシ・マニトラ（香る島）とも呼ばれていた。
ノシ・ベに最初に定住したのはサカラヴァ人である。次いで、アンタンカラナ人やザフィノフォトシー人の小集団がやってきた。現在では、さらにコモロ人やインド人、アンタンドロイ人も居住している。
ノシ・ベがマダガスカルの歴史にはじめて登場するのは1824年である。この年、内陸部にあったメリナ王国のラダマ1世がサカラヴァ人のボイナ王国の都･マジュンガを攻略し、生き延びたサカラヴァ人はノシ・ベに拠って抵抗を続けることとしたのである。1837年にボイナ王国最後の女王・ツィオメコの軍が敗れ、この地はメリナ領となった。その後フランスの植民地となり、1960年には独立したマダガスカル共和国の一部となった。
また、この地は良港を持つため軍艦の泊地としても利用され、1904年には日露戦争のためウラジオストクに向かう途上のロシア帝国のバルチック艦隊がここノシ・ベにおいて3ヶ月ほど停泊している。

## 地理と産業
ノシ・ベはマダガスカル島から約8kmの海峡によって隔てられており、モザンビーク海峡内に位置する。ノシ・ベの近くには、ノシ・タニケリ、ノシ・コンバ、ノシ・サカティア、ノシ・ミチオ、ノシ・イランジャなどの島々が浮かび、ノシ・ベからの日帰り観光地となっている。一島で一市であり、中心地区はエル・ヴィル（アンドアニ）。主産業は観光であり、ビーチリゾート、ダイビング、自然保護区などを楽しむため多くの観光客が訪れ、島内にはリゾートホテルが点在する。

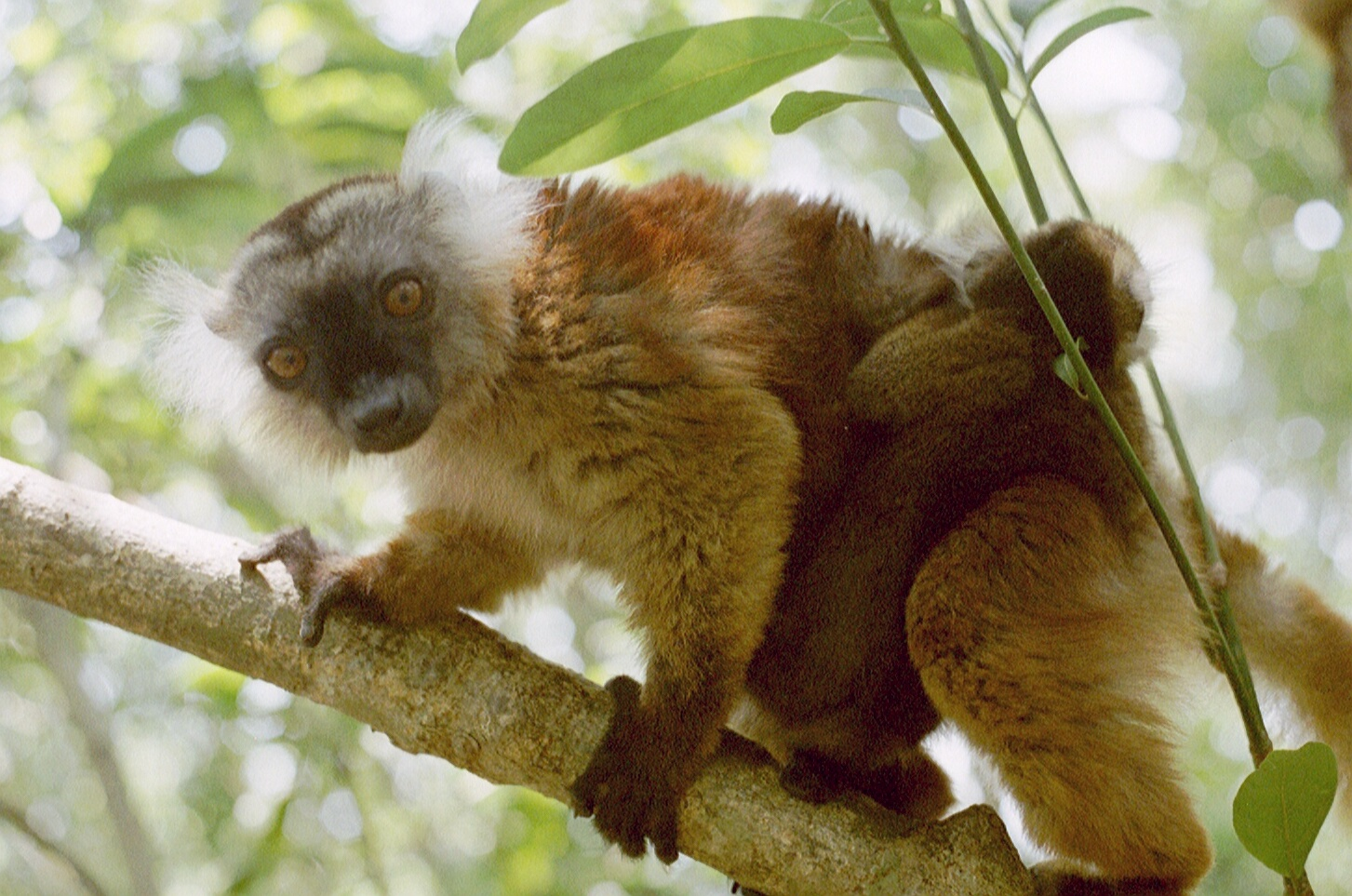
ロコベ自然保護区のクロキツネザル

ノシ・ベは熱帯気候で、12月から2月の夏の3ヶ月間だけはやや湿潤である。最高峰はロコベ山で、標高は450m。完新世に形成された火山島であり、島内には11のカルデラ湖があるが、有史以来火山活動は記録されていない死火山である 。島には世界最小のカエルやカメレオンが生息しており、マダガスカルに五つある厳正保護区の一つとして、ロコベ厳正自然保護区が設置されている。

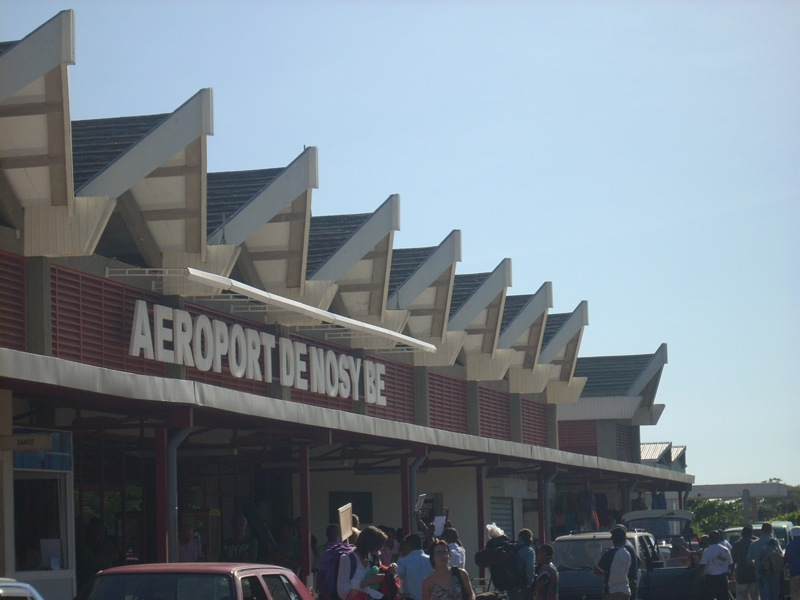
Fascene空港

島にはFascene空港があり、首都アンタナナリボのほか、国際便も就航する。マダガスカル航空が就航している。船はエル・ヴィルより出航しており、本島側のアンキフィー村に連絡している。